# Diana Nogueira González
Diana Nogueira González (Vigo, 16 de gener de 1975) és una actriu i presentadora gallega.

## Carrera
Va estudiar Anatomia Patològcia fins que la seva vida va canviar radicalment com a resultat de la introducció de la Miss Espanya el 1999. No va guanyar el concurs, va quedar finalista. Així i tot, va ser triada per a representar a Espanya en Miss Univers ja que Miss España era menor d'edat, i va aconseguir mantenir-se com a segona dama d'honor de miss Univers 1999. I aconseguint el títol al millor cos.
Copresentó durant una temporada el programa musical Luar de TVG. Al juliol de 2001, va reemplaçar juntament amb Yolanda Vázquez a Paloma Ferre en la conducció del programa Historias de hoy. Va presentar el programa d'actuacions musicals de Gran Verbena a la TVG en 2003-04.
A l'octubre de 2004 entra a formar part de l'elenc d'actors de la sèrie de TVG Libro de familia.